# Neil Back
Vous lisez un « bon article » labellisé en 2010.
Pour les articles homonymes, voir Back.

a Compétitions nationales et continentales officielles uniquement.

b Matchs officiels uniquement.
Dernière mise à jour le 5 juillet 2012.
Neil Antony Back, membre de l'Empire britannique, est un joueur de rugby à XV international anglais né le 16 janvier 1969 à Coventry. Il évolue au poste de troisième ligne aile tant en sélection nationale qu'avec les Leicester Tigers avec qui il effectue la majeure partie de sa carrière en club. À sa retraite, il embrasse la carrière d'entraîneur et passe par plusieurs clubs donc le dernier est la franchise d'Édimbourg Rugby où il est responsable des avants depuis l'été 2012.
Comme joueur du XV anglais, il réussit le Grand Chelem dans le Tournoi des Six Nations 2003 et surtout remporte la victoire lors de la Coupe du monde 2003 en Australie devant les tenants du titre australiens. Il a également l'honneur de faire partie de la sélection des Lions à trois reprises lors des tournées 1997 en Afrique du Sud, 2001 en Australie et 2005 en Nouvelle-Zélande. Lors de la dernière, il devient le joueur le plus âgé à disputer une tournée avec les Lions. Il annonce sa retraite internationale en 2004 tout en continuant à jouer pour son club des Leicester Tigers avec lesquels il gagne notamment deux Coupes d'Europe de rugby en 2001 et 2002 et quatre titres consécutifs de champion d'Angleterre de 1999 à 2002. Il met un terme définitif à sa carrière en club en mai 2005 après la finale du championnat d'Angleterre perdue contre les London Wasps.
Joueur petit par rapport aux gabarits intimidants des deuxièmes et troisièmes lignes internationaux, il compense sa taille par sa force de travail, sa vitesse, sa mobilité et sa capacité à récupérer les ballons au sol dans les mêlées ouvertes. Ses qualités lui permettent de marquer un grand nombre d'essais et le conduisent à être titulaire du XV de la rose de 1998 à 2003 et en club de 1990 à 2005.

## Biographie

### Jeunesse et débuts

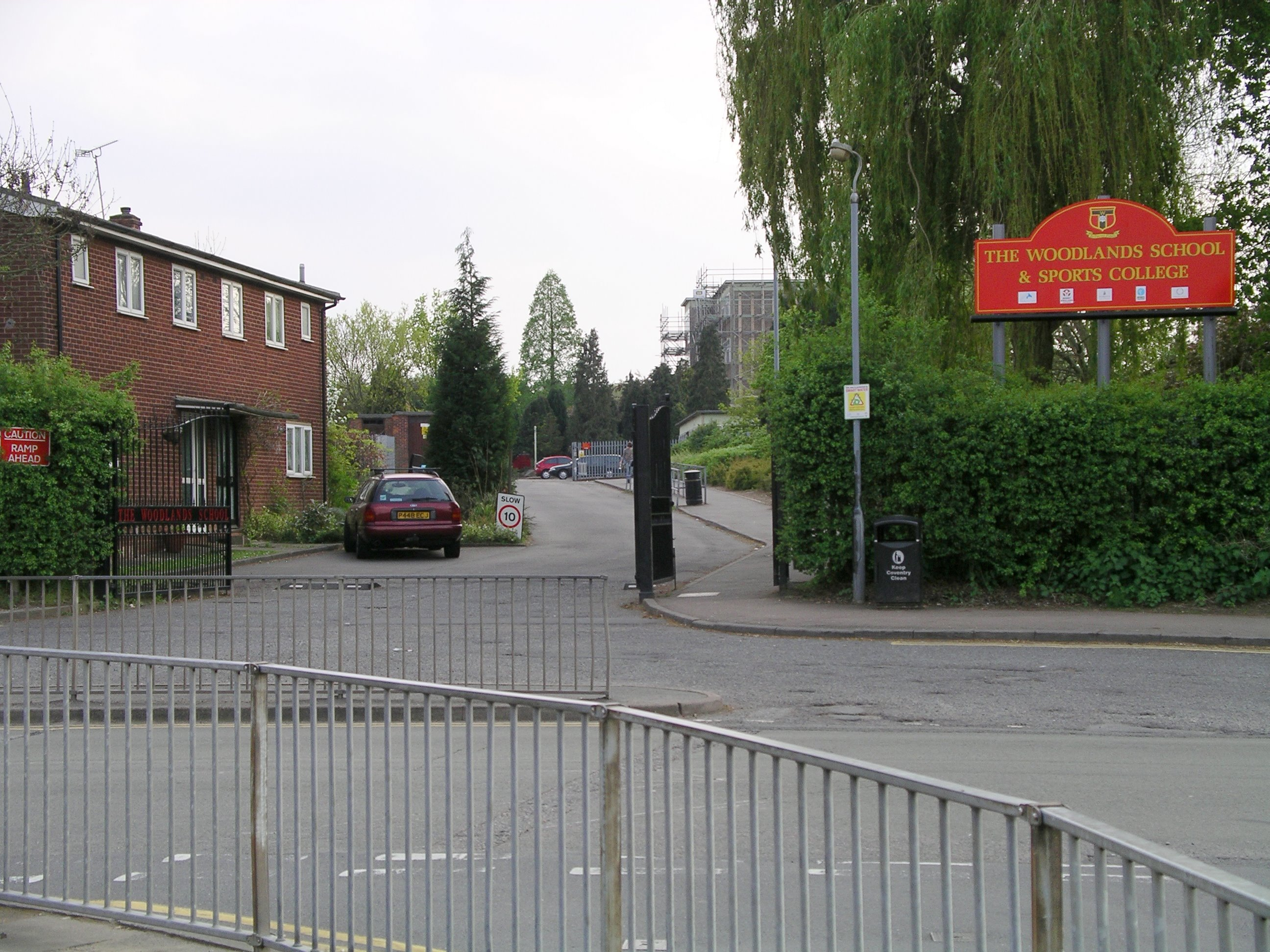
Back découvre le rugby lorsqu'il est scolarisé à la Woodland school.

Neil Back naît le 16 janvier 1969 à Coventry au sein d'une famille de la classe ouvrière. Son père, Keith, travaille comme peintre technicien à l'usine Rover de Coventry et sa mère, Vanessa, a un emploi de secrétaire dans la même usine. Il a deux frères prénommés Ian et Gary. Il s'initie au mini rugby au sein du club de Earlsdon RFC avant de rejoindre l'équipe de la Woodlands School, le collège public de Coventry où il est scolarisé. Doué pour les disciplines sportives, il pratique de très nombreuses activités sportives comme le basket-ball, la plongée sous-marine et l'athlétisme,. Il joue également au football et au rugby à XV avec les équipes de son école mais aussi au cricket avec l'équipe de la Warwickshire School, école située dans la ville voisine de Warwick,. À l'âge de 13 ans, il est invité à participer aux épreuves inter-collèges de Coventry avec l'équipe de football et celle de rugby. Il opte pour la seconde. Puis, il intègre l'équipe junior locale du Barkers Butts RFC avec qui il joue en championnat de région des Midlands de l'Est et des Midlands. Durant cette période, il est sélectionné pour la England Schools, la sélection scolaire de l'Angleterre. Il est le seul élève scolarisé en école publique dans la sélection nationale. Il réalise alors à quel point le rugby est un sport élitiste favorisant les hautes classes sociales,. Son premier match avec la sélection scolaire à Twickenham a lieu en 1987 contre l'Australie.
Après quelques années passées avec le Barkers Butts RFC, Back rejoint le Nottingham RFC avec qui il fait ses débuts en septembre 1988 contre Hawick. Il reste deux années au club avec un total de 38 apparitions et 8 essais marqués. Durant cette période, il connaît sa première sélection avec l'équipe d'Angleterre des moins de 21 ans en mai 1989 à l'occasion d'un match contre la Roumanie où il marque trois essais. Lassé de jouer la doublure de Gary Rees à Nottingham, il décide de quitter le club pour rejoindre les Leicester Tigers,. Il dispute son dernier match avec les Green and Whites à la fin de la saison 1989-1990 à Moseley. Il connaît également une sélection avec les Barbarians lors du match contre l'Angleterre en 1990. Il joue vingt-cinq minutes de la rencontre bien qu'il n'ait pas encore obtenu de cape avec le XV de la rose. C'est en effet une tradition dans cette équipe de retenir au moins un joueur sans sélection internationale.

### Premières années avec les Leicester Tigers (1990-1994)

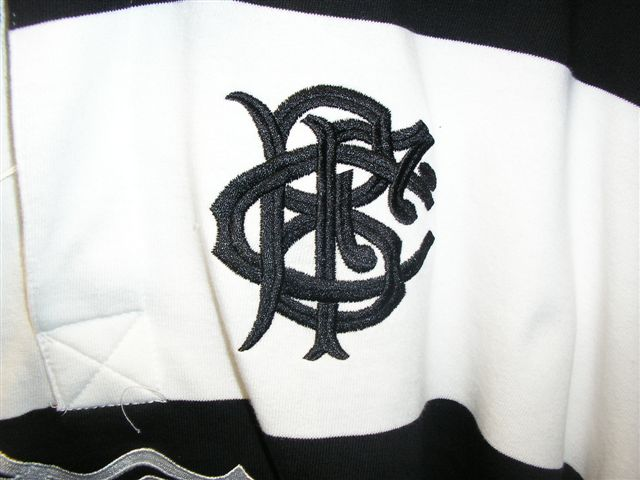
Maillot des Barbarians.

En 1990-1991, Back effectue sa première saison dans le championnat anglais avec les Tigers. Il débute le 1er septembre 1990 lors du match amical contre les Bedford Blues. Le club du Leicestershire finit la saison quatrième avec huit victoires pour quatre défaites, à quatre points derrière le champion Bath. Le joueur anglais fait son retour avec les Barbarians et dispute trois rencontres contre les Hong Kong sevens, Cardiff et Cork Constitution. L'année suivante, Back et Leicester terminent à la sixième place avec un bilan moyen de six victoires pour cinq défaites et un match nul. La saison 1992-1993 est plus réussie même si le club anglais ne termine que troisième derrière les Wasps et Bath qui remporte son troisième titre consécutif. En effet, Leicester remporte son premier trophée depuis 1988 en s'adjugeant la Coupe d'Angleterre après avoir battu les Harlequins 23-16 lors de la finale à Twickenham au mois de mai. Martin Johnson et Neil Back participent à la victoire. Cette même année, Le joueur natif de Coventry est de nouveau retenu avec les Barbarians pour deux nouveaux matchs. Il affronte d'abord une sélection des Midlands de l'Est et marque un essai au cours du match. Puis il dispute la rencontre contre les All Blacks à la fin de leur tournée le 4 décembre 1993. Bien qu'il ne marque pas d'essai, il brille à cette occasion.
Neil Back est retenu en sélection nationale pour la première fois contre l'Écosse le 5 février 1994 à Murrayfield, pour une victoire 15-14 au stade de Twickenham. Il joue également le match suivant contre les Irlandais qui se solde par une défaite 12-13 à Twickenham. Mais son expérience internationale est de courte de durée. En effet, cinq joueurs sont sortis du XV titulaire pour le reste du Tournoi, dont le troisième ligne de Leicester. Il ne rentre plus dans les choix de Geoff Cooke, le sélectionneur anglais, qui le considère trop petit pour être efficace au niveau international,. Cela n'empêche pas le joueur de retrouver une fois de plus les Barbarians avec qui il dispute six matchs dont une rencontre contre les Sud-Africains. Le reste de sa saison en club est décevante car Leicester échoue par deux fois devant Bath. Le club termine second du championnat derrière l'équipe du Somerset, et perd son titre en finale de la Coupe en s'inclinant 21 à 9 devant Bath qui réalise le doublé Coupe-championnat.

### Deux victoires en championnat (1995-1999)
Le club ABC, surnom de Leicester venant des lettres arborées par les trois joueurs de la première ligne sur leurs maillots — Graham Rowntree (A), Richard Cockerill (B) et Darren Garforth (C) — effectue une très bonne seconde moitié des années 1990. Neil Back et ses coéquipiers sont couronnés champions d'Angleterre en 1995 pour la première fois depuis le titre du club lors de la saison inaugurale. Ils mettent ainsi fin à la série de quatre titres consécutifs de Bath. En janvier, le joueur anglais n'est pas retenu pour disputer le Tournoi des Cinq Nations 1995 avec le XV de la rose qui réalise le Grand Chelem. En revanche, il est intégré dans le groupe qui dispute la Coupe du monde en Afrique du Sud. Le natif de Coventry dispute les trois matchs de poule contre l'Argentine, l'Italie et les Samoa. Contre les Samoans, Back marque son premier essai sous le maillot national après seulement 95 secondes de jeu. Puis il se blesse aux ischio-jambiers, ce qui met un terme à son match et à sa participation à l'épreuve. Il ne participe donc pas à la phase finale que les Anglais terminent à la quatrième place après avoir été battus lors de la petite finale par les Français.
L'année suivante est vierge de toute sélection nationale pour le troisième ligne qui ne rentre pas non plus dans les plans de Jack Rowell, le nouveau sélectionneur du XV de la rose. Malgré une nouvelle sélection avec les Barbarians pour un match contre les Wallabies,, Back n'est même pas sélectionné avec l'équipe d'Angleterre A et il songe à arrêter sa carrière pour se tourner vers le karaté. Mais il ne passe pas à l'acte. Sur le plan national, les Leicester Tigers manquent de peu la conquête d'un nouveau titre au profit de Bath. Ils sont battus 16-15 en finale de la Coupe d'Angleterre par le club du Somerset qui obtient la victoire grâce à un essai de pénalité en toute fin de match. Après le coup de sifflet final, Back bouscule l'arbitre Steve Lander qui tombe à terre. Le joueur s'excuse aussitôt et explique qu'il croyait heurter Andy Robinson, le deuxième ligne de Bath. Il est suspendu six mois pour ce geste. En championnat, les Tigers terminent seconds également derrière Bath qui réalise une nouvelle fois le doublé. Néanmoins cette deuxième place les qualifie pour la Coupe d'Europe que les clubs anglais disputent pour la première fois la saison suivante.

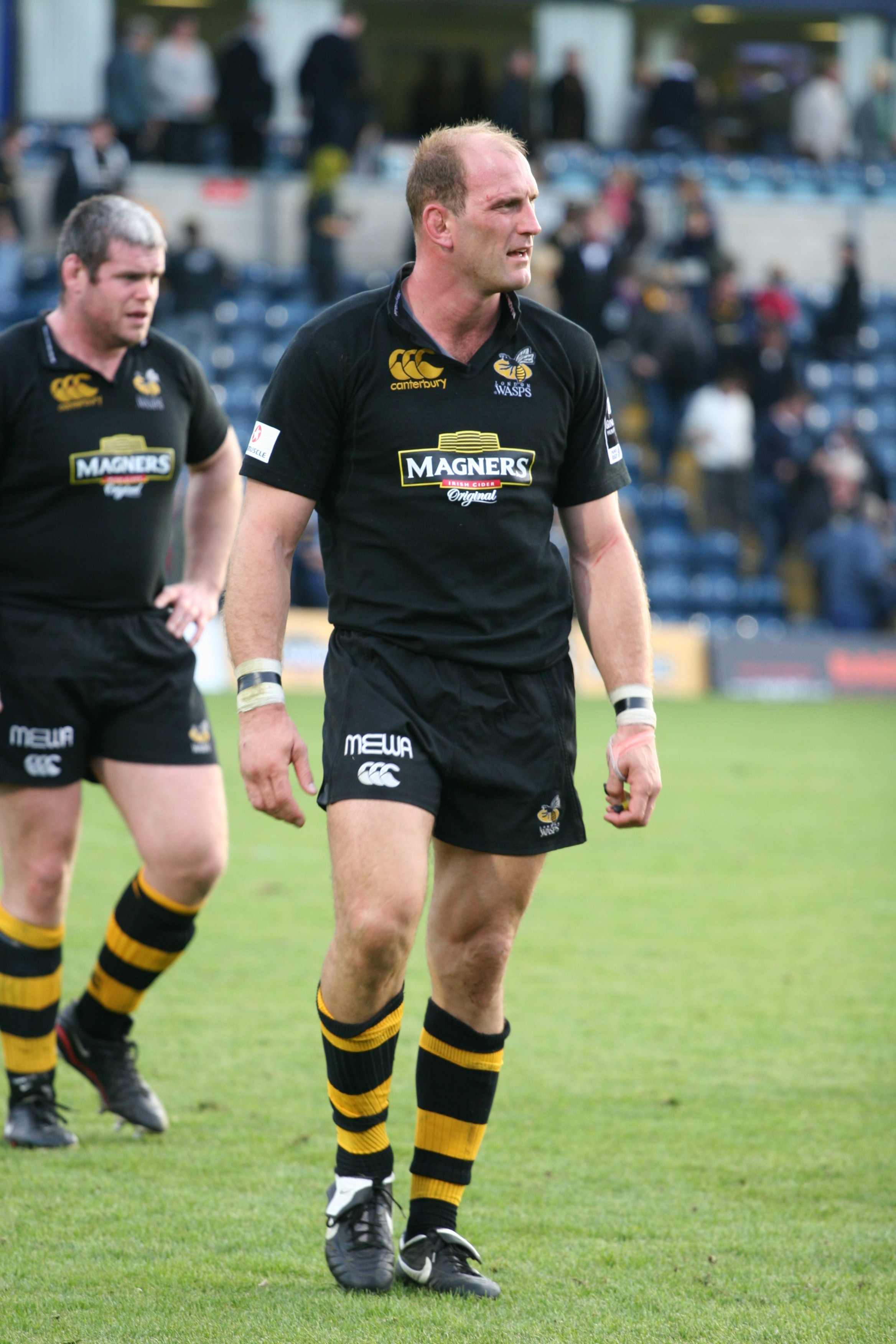
Lawrence Dallaglio, coéquipier de Neil Back en équipe nationale, est aussi son adversaire en club avec les London Wasps.

Dans la compétition européenne, Leicester est versé dans la poule B avec la Section paloise, le Leinster, le Llanelli RFC et les Scottish Borders. Les Tigers se qualifient pour les quarts de finale après avoir remporté les quatre matchs de poule. Le quart de finale est un duel anglais où Back et ses coéquipiers l'emportent 23-13 contre les Harlequins. En demi-finale, les Anglais sont impressionnants contre le Stade toulousain, champion en titre, qu'ils défont largement sur le score de 37-11. Mais l'aventure européenne s'arrête en finale où l'équipe est battue par le CA Brive 28-9. Neil Back glane néanmoins un titre de vice-champion d'Europe en ayant disputé trois des sept matchs de son équipe, après avoir purgé sa suspension. Il joue la demi-finale, où il inscrit un essai, ainsi que la finale. En mai, Leicester ne termine qu'à la quatrième place du championnat mais conclut sa belle saison par un titre dans la Pilkington Cup que le club remporte en battant les Sale Sharks 9 à 3. S'il n'obtient toujours pas de place avec le XV de la rose, Back participe en revanche à la deuxième édition de la Coupe du monde de rugby à sept en 1997 qui a lieu à Hong Kong du 21 au 23 mars 1997. Adedayo Adebayo, Mike Catt, Austin Healey et Tim Rodber sont parmi ses partenaires. Les Anglais, tenants du titre, sont éliminés au stade des quarts de finale où ils affrontent les Samoa. Ils s'inclinent 21 à 5 et subissent les placages dévastateurs des Samoans. Les qualités de vitesse et de mobilité ainsi que la capacité de récupérer les ballons au sol dans les mêlées ouvertes de Neil Back sont appréciées par Brian Ashton qui lui donne une place dans le groupe des Lions qui part en tournée en juin 1997 en Afrique du Sud. Il prouve son talent à ce niveau dans le second test.
Sa bonne prestation avec les Lions lui permet de retrouver l'équipe Angleterre au mois de novembre à l'occasion d'un test match perdu 25-8 contre les All Blacks. Puis, il dispute les deux tests suivants de la tournée automnale qui se soldent par une défaite 29-11 contre les Springboks et par un match nul 26 partout contre les Néo-Zélandais. Il devient alors un membre incontournable de la troisième ligne anglaise avec Richard Hill et Lawrence Dallaglio. Pour le premier match du Tournoi des Cinq Nations 1998, l'Angleterre et Neil Back s'inclinent au Stade de France 24-17 contre la France. Le joueur marque un essai contre les Bleus puis un autre contre le pays de Galles. Les Anglais remportent largement les trois autres rencontres du Tournoi mais ils terminent une nouvelle fois seconds derrière la France qui réalise le Grand Chelem. Le joueur de Leicester dispute son premier Tournoi complet. La saison en club est plus décevante pour Back car Leicester ne termine que quatrième en championnat et est éliminé dès les phases de poule en Coupe d'Europe.
Au mois de novembre, le natif de Coventry retrouve la sélection nationale pour deux rencontres qualificatives pour la Coupe du monde contre les Pays-Bas et l'Italie. Il réalise un quadruplé lors du match contre les Hollandais que les Anglais remportent sur le score fleuve de 110 à 0 avec seize essais marqués. Puis il dispute deux test matchs contre l'Australie et l'Afrique du Sud. L'année suivante, le XV de la rose échoue de nouveau dans la conquête du titre dans le Tournoi. Lors de cette édition, l'Angleterre perd un match crucial contre les Gallois, abandonnant d'un rien le gain du Tournoi aux Écossais. En effet, lors de la dernière rencontre du Tournoi, Scott Gibbs échappe à six placages anglais pour inscrire un essai à la dernière minute. L'Angleterre est vaincue et le titre revient aux Écossais pour une meilleure différence de point d'une unité. En revanche, Back réalise une bonne saison avec les Tigers en remportant un second titre en championnat. Leicester profite du boycott de la Coupe d'Europe par les clubs anglais en signe de protestation contre son organisation pour se concentrer sur le championnat national et termine largement en tête avec vingt-deux victoires pour seulement quatre défaites. Ce titre sous l'ère de Dean Richards en tant que directeur du rugby, est le premier d'une longue série pour le club.
La saison 1999 se termine avec la Coupe du monde qui a lieu au Royaume-Uni. Au cours de l'été, Back dispute les trois matchs de préparation contre l'Australie, les États-Unis et le Canada. Lors du second match contre les Américains, il inscrit deux essais. Le joueur est titulaire et marque un essai pour le premier match en Coupe du monde que l'Angleterre remporte 67 à 7 face à l'Italie. Il dispute ensuite le second match perdu largement contre les All Blacks sur le score de 30 à 16. Le troisième ligne de Leicester est laissé au repos pour le dernier match de poule contre les Tonga, remporté facilement sur le score fleuve de 101 à 10. À la suite du match de barrage remporté 45-24 face aux Fidji au cours duquel il marque un nouvel essai, Back dispute le quart de finale contre l'Afrique du Sud. L'Angleterre perd le match 44-21 face aux champions du monde en titre et un Jannie de Beer en verve qui inscrit 34 points,. Les Anglais sortent donc prématurément de la compétition qu'ils accueillent en partie.

### Champion d'Europe (2000-2002)

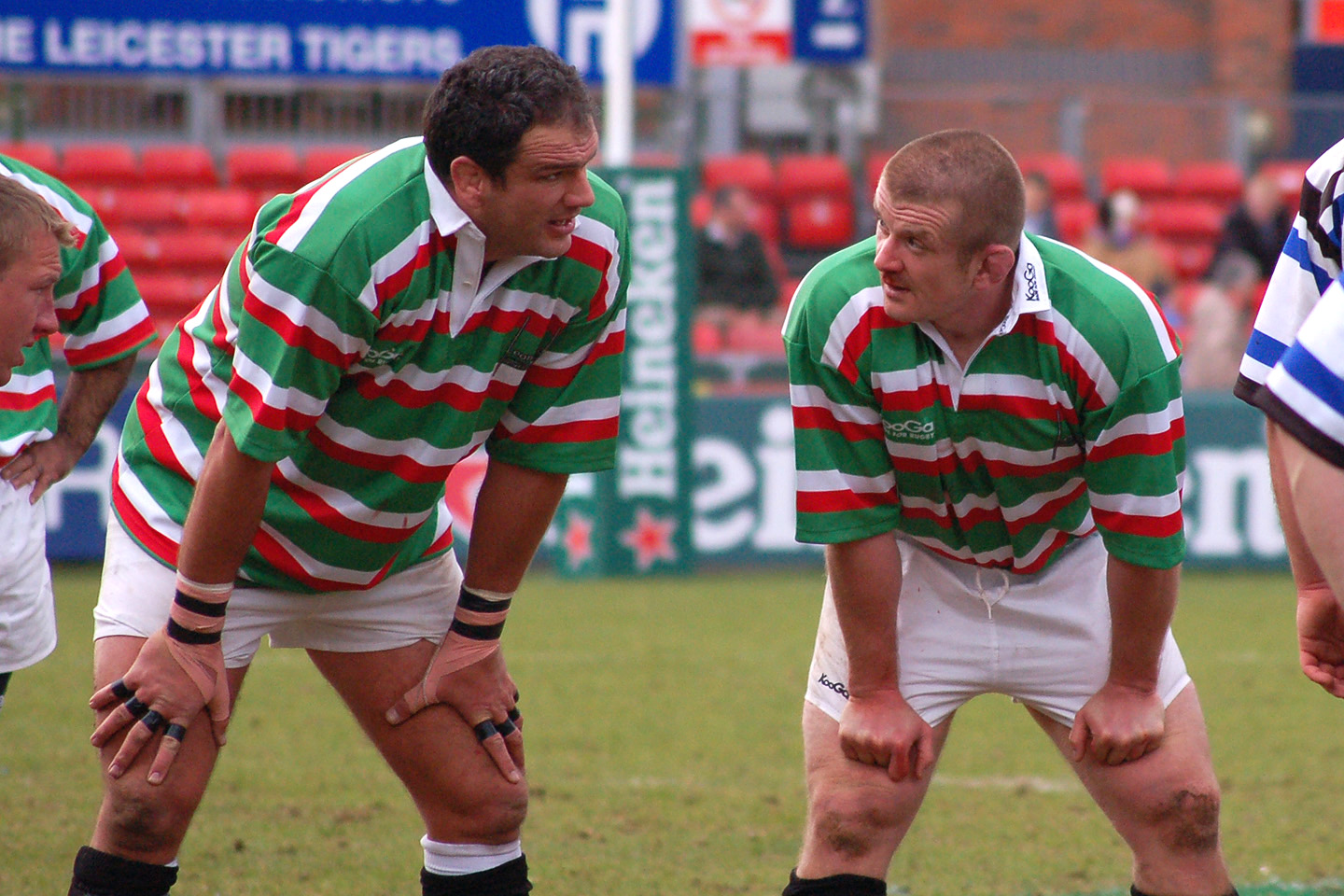
Martin Johnson et Graham Rowntree sont coéquipiers de Neil Back chez les Leicester Tigers de 1991 à 2005.

Après la Coupe du monde, Back entame une nouvelle saison avec les Tigers qui défendent leur titre en championnat et retrouvent la Coupe d'Europe après qu'un accord a été trouvé avec les clubs anglais concernant l'organisation de celle-ci. Leicester est éliminé dès la phase de groupes, terminant troisième de sa poule derrière le Stade français et le Leinster. En revanche, le club anglais conserve son titre en championnat. Le troisième ligne est retenu dans le groupe qui dispute la première édition du Tournoi des Six Nations. Il joue les cinq rencontres, marquant deux essais contre les Irlandais et les Gallois, ainsi que l'unique drop de sa carrière contre l'Italie. L'Angleterre remporte la compétition sans pour autant réaliser le Grand Chelem en raison de sa défaite lors du dernier match contre l'Écosse. Au mois de juin, il part en tournée en Afrique du Sud, participant à la victoire 27-22 contre les Springboks à Bloemfontein.
Lors de la saison 2000-2001, la quatrième campagne européenne de Leicester, les Tigres sont opposés dans leur poule aux équipes des Glasgow Warriors, de Pontypridd RFC et à la Section paloise. L'équipe du Leicestershire remporte cinq de ses six matchs et termine première de la poule et deuxième au classement général ce qui lui offre un quart de finale à domicile. L'adversaire est le club gallois de Swansea RFC, qui est largement défait 41-10. La demi-finale est beaucoup plus intense contre l'équipe anglaise de Gloucester. La victoire des coéquipiers de Neil Back est acquise sur le score de 19 à 15. En finale, les Anglais affrontent le Stade français. Les deux équipes ne parviennent pas à creuser l'écart au score, dix coups de pied de Diego Domínguez répondent à deux essais de Leon Lloyd et un de Back ainsi qu'à dix-neuf points au pied de Tim Stimpson. Les Leicester Tigers remportent finalement la rencontre sur le score de 34-30 et deviennent la troisième équipe anglaise à gagner la Coupe d'Europe,. Dans le même temps, les Tigres remportent le championnat ainsi que le Zurich Championship, la phase de play-off introduite pour la première fois dans la compétition. Ils s'adjugent donc leur troisième titre consécutif et réalisent le doublé Coupe d'Europe-championnat.
Au niveau international, Back est sélectionné pour les trois matchs internationaux de la tournée de novembre puis pour le Tournoi des Six Nations 2001. Après le match d'ouverture, gagné contre le pays de Galles, l'Angleterre bat nettement l'Italie. L'Angleterre remporte tous les matchs du Tournoi, dont celui contre la France qui subit sa plus lourde défaite dans le Tournoi avec un score de 48-19,, si ce n'est celui contre l'Irlande qui est reporté en octobre à la suite d'une épizootie de fièvre aphteuse. Entre-temps, Back est de nouveau retenu avec les Lions britanniques pour participer à la tournée de juin en Australie. La sélection s'incline pour la première fois de son histoire contre les Wallabies avec deux défaites et une seule victoire. Back ne dispute pas le premier test qui voit la victoire des Lions mais joue les deux suivants. Même si le troisième ligne anglais marque un essai dans la seconde rencontre, les deux matchs sont perdus par les Lions,. Le match du Tournoi en retard, joué à Lansdowne Road est gagné par les Irlandais 20-14. L'Angleterre et l'Irlande se retrouvent avec le même nombre de victoires mais les Anglais obtiennent le gain du Tournoi à la différence de points marqués. En fin d'année, le natif de Coventry est retenu dans le groupe anglais pour la tournée automnale. Martin Johnson manque les deux premiers matchs et c'est Back qui connaît l'honneur d'être le capitaine du XV de la rose contre l'Australie et lors de la victoire record 134-0 contre la Roumanie. Il dispute également la troisième rencontre contre les Springboks gagnée 29 à 9 par le XV de la rose.

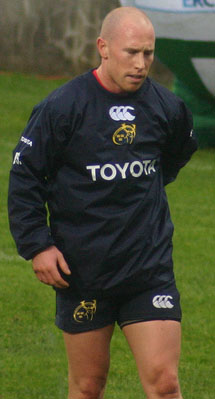
Peter Stringer est victime d'un geste irrégulier de la part de Neil Back en finale de la Coupe d'Europe.

La défense du titre européen acquis l'année précédente est l'objectif des Tigers lors de la saison 2001-2002. Le club anglais hérite d'une poule abordable avec le Llanelli RFC, l'USA Perpignan et le club italien de Calvisano. Le premier match contre les Gallois est âpre et émaillé de cartons jaunes. Le club anglais gagne la rencontre d'une courte tête sur le score de 12 à 9. Leicester enchaîne ensuite sur quatre victoires consécutives contre Perpignan et Calvisano. Back réussit un doublé lors du match en Italie. La défaite contre Llanelli lors du dernier match de poule n'a que peu d'incidence car Leicester a assuré sa qualification et sa première place dans le groupe dès la cinquième journée. En quart de finale, les Anglais éliminent le Leinster dans une rencontre remportée 29-18 au cours de laquelle le troisième ligne réalise son second doublé dans la compétition. Le club anglais retrouve Llanelli en demi-finale. Le match est de nouveau très serré mais Back et ses coéquipiers se qualifient sur le fil grâce à une pénalité de 58 mètres réussie par Tim Stimpson à la dernière minute. En finale, Leicester affronte le Munster. La passion populaire est grande pour cette finale arbitrée par Joël Jutge qui se déroule au Millennium Stadium de Cardiff. Le résultat est serré, 19-15 en faveur de Leicester qui devient le premier club à conserver son titre européen. Le natif de Coventry est le sujet d'une controverse à la suite d'un geste irrégulier en fin de rencontre. En effet, à quelques minutes de la fin, le Munster bénéficie d'une mêlée à cinq mètres de l'en-but des Tigers. Peter Stringer introduit le ballon alors que l'arbitre se situe de l'autre côté de la mêlée. Back frappe alors le ballon dans les mains du demi de mêlée puis le récupère au niveau de la première ligne anglaise. Cette action lui est vivement reprochée et nuit à sa réputation. Il s'excuse après coup tout en se défendant d'être un tricheur. La belle saison des Tigers se conclut sur quatrième titre consécutif en championnat même si le club est éliminé par les Bristol Shoguns dès les quarts de finale du Zurich Championship.
Le joueur ne connaît pas le même succès cette année-là avec le XV de la rose. Lors du Tournoi des Six Nations 2002, l'Angleterre gagne contre l'Écosse et l'Irlande, puis s'incline contre la France au stade de France. Les Anglais gagnent ensuite leurs deux derniers matchs contre le pays de Galles et l'Italie mais la France remporte le Grand Chelem. Back ne dispute pas le match contre l'Argentine à Buenos Aires durant l'été 2002, mais il participe aux test matchs de novembre où son équipe bat les trois géants de l'hémisphère sud à Twickenham à une semaine d'intervalle : des victoires 31-28 contre les All Blacks, 32-31 contre les Wallabies et 53-3 contre les Springboks dont un essai de Back. Cette belle série prometteuse à moins d'un an de la Coupe du monde est un message fort envoyé à tous leurs adversaires.

### Grand Chelem et Coupe du monde en 2003

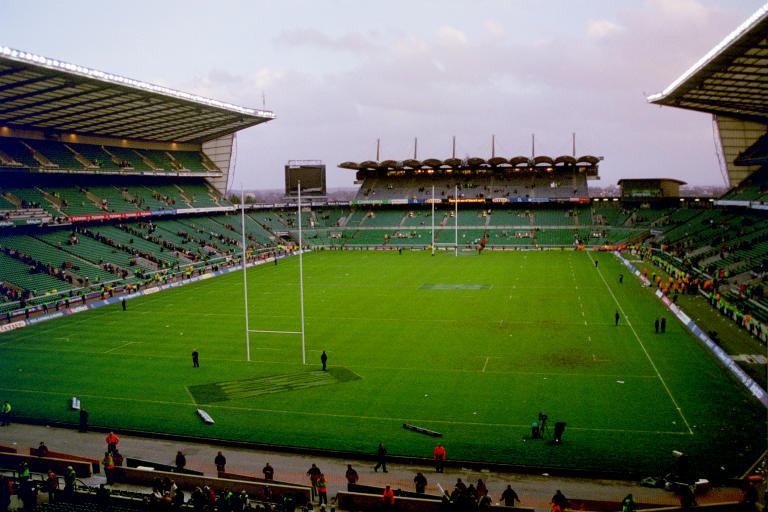
Le stade de Twickenham avant sa reconstruction, où Neil Back évolue 33 fois avec l'équipe nationale.

Le club des Leicester Tigers aborde la nouvelle saison pour défendre ses deux titres en championnat et en Coupe d'Europe, mais il échoue à les conserver. En championnat, le club anglais termine sixième et ne se qualifie pas pour la phase de play-off. Lors de sa saison européenne 2002-2003, il se retrouve dans une poule abordable avec le Neath RFC, Rugby Calvisano et l'AS Béziers. Le club anglais termine premier de son groupe avec cinq victoires et un match nul concédé contre le club gallois, s'assurant ainsi un quart de finale à domicile. Les coéquipiers de Back retrouvent leur adversaire de la dernière finale, le Munster. Le club irlandais prend sa revanche et élimine les Tigers en venant gagner 20 à 7 à Welford Road. L'intervention illégale de Back en fin de match en mai 2002 est encore dans les mémoires côté irlandais, l'affront est lavé.
Si la saison en club est stérile de titre, Back vit sa plus belle année en sélection nationale avec la conquête de deux titres majeurs de sa carrière. Il est à nouveau sélectionné pour participer au Tournoi des Six Nations. Lors du match d'ouverture en février 2003, l'Angleterre défait la France 25 à 17,, avec vingt points inscrits au pied par Jonny Wilkinson et un essai de Jason Robinson. La sélection anglaise gagne ensuite contre le pays de Galles, l'Italie et l'Écosse. Dans le même temps, l'Irlande remporte elle aussi tous ses matchs, et, le match entre les deux équipes à Lansdowne Road s'annonce décisif pour l'attribution du titre. L'Angleterre gagne la rencontre largement 42 à 6, et remporte le Tournoi en réalisant le Grand Chelem, le premier pour le troisième ligne britannique.
Après le Tournoi, le XV de la rose effectue une tournée en juin dans l'hémisphère Sud. L'équipe affronte d'abord la Nouvelle-Zélande le 14 juin dans de mauvaises conditions climatiques et gagne 15-13. Le huit de devant est brillamment conduit par son capitaine, Martin Johnson, et la sortie temporaire de Neil Back et Lawrence Dallaglio pour un carton jaune ne change pas la physionomie du match. Les Anglais gagnent 25 à 14 contre l'Australie la semaine suivante, remportant un doublé historique. L'Angleterre effectue un dernier match de préparation avant la Coupe du monde contre la France début septembre. Back et ses coéquipiers surclassent les Français en marquant cinq essais pour une victoire 45 à 14.

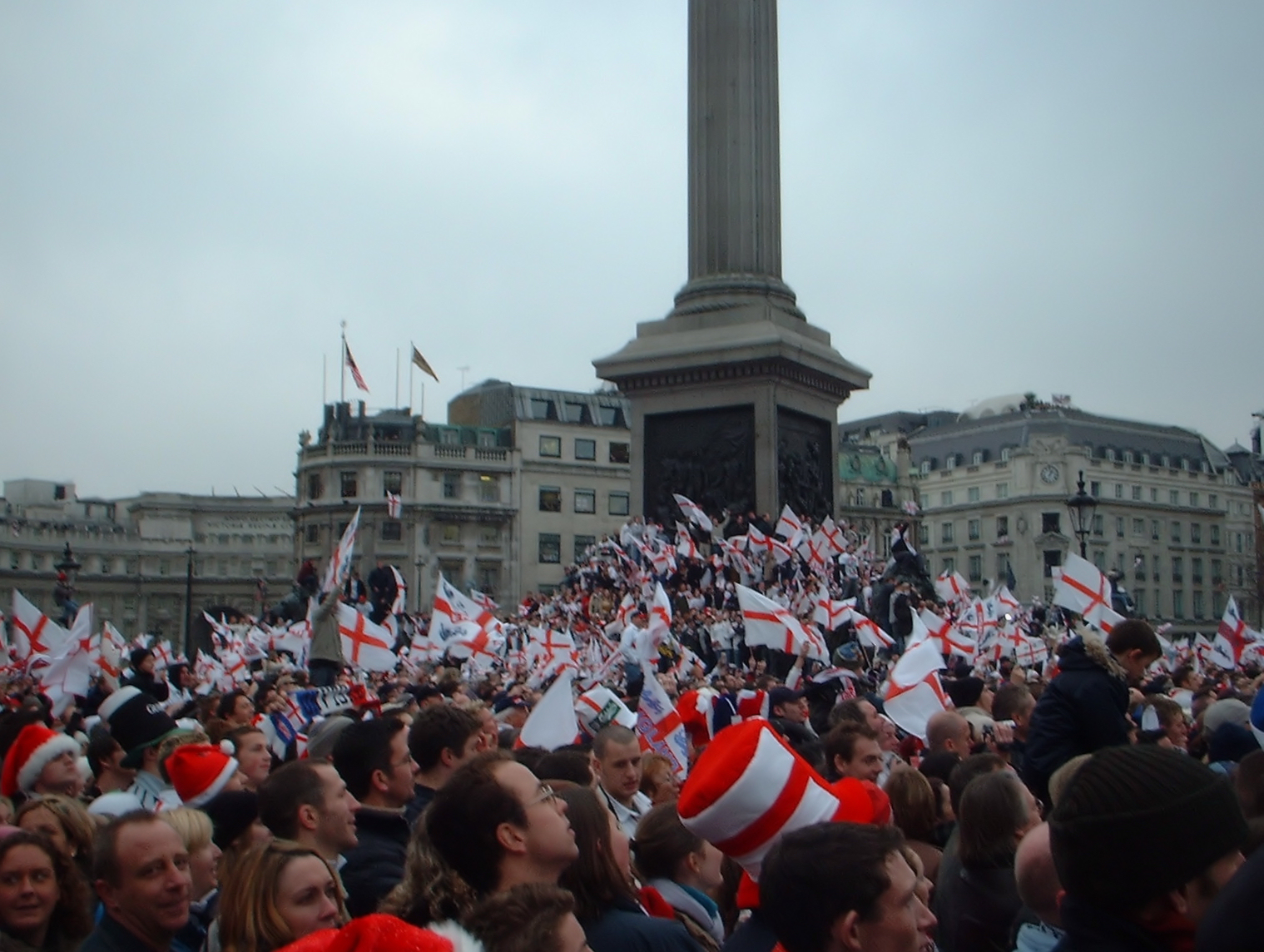
Célébrations à Trafalgar Square après la victoire de l'Angleterre en Coupe du monde.

Au mois d'octobre, l'Angleterre débute la Coupe du monde 2003 à Subiaco Oval et s'impose facilement 84-6 contre la Géorgie avec un essai de Neil Back. Lors du second match de poule contre les Springboks, Wilkinson marque vingt des vingt-cinq points de l'équipe et Will Greenwood un essai pour une victoire 25 à 6. La troisième rencontre contre les Samoa est remportée difficilement 35-22 avec un nouvel essai du troisième ligne de Leicester. Enfin, l'Angleterre s'impose largement 111-13 dans le dernier match contre l'Uruguay auquel ne participe pas le joueur natif de Coventry, laissé au repos. L'équipe finit donc à la première place de la poule C et se qualifie pour la suite de la compétition. Lors des quarts de finale, le XV de la Rose défait le pays de Galles 28 à 17 au Suncorp Stadium. En demi-finale, les Anglais retrouvent la France qu'il battent 24 à 7 avec un Jonny Wilkinson auteur de tous les points de l'équipe. Lors de la finale contre l'Australie, alors que les deux équipes sont à égalité 17 partout lors de la prolongation, Wilkinson passe un drop du pied droit à 26 secondes de la fin du temps réglementaire, assurant la première victoire de l'Angleterre en Coupe du monde,. Bien que certains, comme David Campese, dénoncent un style de jeu anglais « ennuyeux », l'Angleterre de Neil Back décrochent la coupe Webb Ellis.

### Fin de carrière (2004-2005)

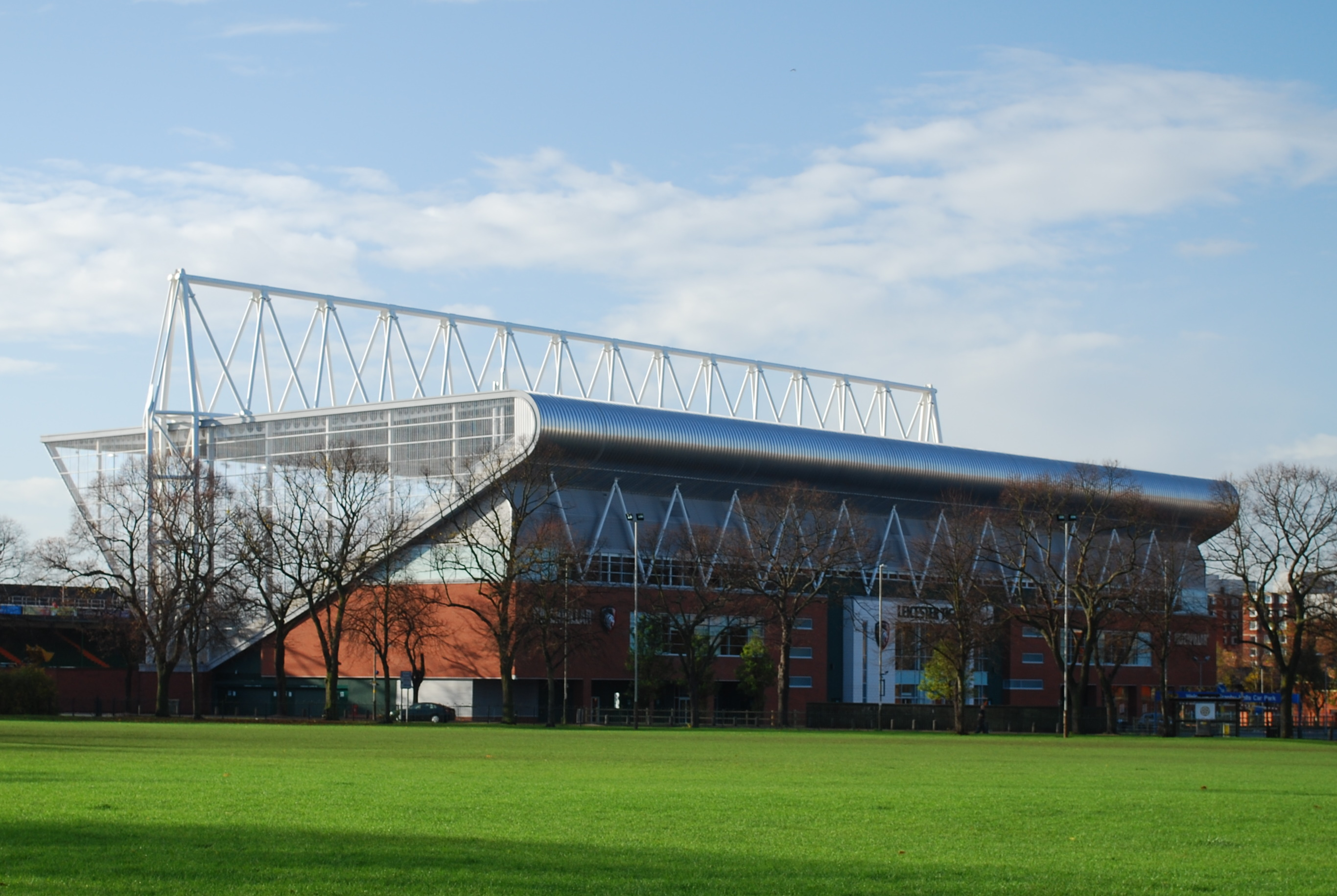
Neil Back évolue en club pendant 15 ans dans l'enceinte de Welford Road Stadium.

Après la victoire en Coupe du monde, l'Angleterre retrouve le Tournoi. Bien que retenu dans le groupe anglais, Back n'est pas titulaire, Joe Worsley et Chris Jones lui étant préférés,. Lors du troisième match contre l'Irlande, il est remplaçant mais n'entre pas en jeu et termine la compétition sans une minute de jeu,. Il annonce sa retraite internationale en justifiant qu'il souhaite passer plus de temps avec sa jeune famille. Il continue sa carrière de joueur professionnel avec son club des Tigers mais la saison du club n'est pas très bonne. En championnat, Leicester termine à la cinquième place et manque la phase finale pour la seconde année de suite. En Coupe d'Europe, le club anglais ne sort pas de la phase de poule, barré par le Stade français qui termine premier et seul qualifié du groupe.
L'année suivante lors de la Coupe d'Europe, Leicester tombe dans une poule relevée où le club anglais affronte les champions en titre des London Wasps, le Biarritz olympique et Calvisano. La double confrontation avec les Londoniens tourne à l'avantage des Tigers, et, Back et ses coéquipiers se qualifient pour les quarts de finale en tant que meilleurs deuxièmes, terminant à trois points du leader biarrot. En quart de finale, le club anglais se déplace en Irlande à Lansdowne Road et maîtrise le match disputé contre le Leinster pour s'imposer 29 à 13. Les Tigers retrouvent Toulouse en demi-finale. Le club de la ville rose l'emporte 27 à 19 en Angleterre et Back échoue à remporter une troisième Coupe d'Europe. En championnat, Leicester termine premier de la phase régulière et se qualifie directement pour la finale des play-off. Neil Back inscrit son cent-vingt-cinquième essai pour le club lors du dernier match de phase régulière remporté 45-10 contre les London Wasps. En finale, Leicester retrouve les London Wasps pour la cinquième fois de la saison après une double confrontation en championnat et en Coupe d'Europe qui s'est soldée à l'avantage des Tigers - trois victoires et un match nul. Mais les Londoniens remportent la finale disputée le 14 mai 2005 sur le score de 39 à 14, troublant les festivités des départs de Neil Back et Martin Johnson,. Le troisième ligne anglais met un terme à sa carrière de joueur à l'âge de 36 ans après 339 matchs et 125 essais marqués pour les Tigers.
Malgré son retrait de l'équipe d'Angleterre et sa fin de carrière en club, Back est sélectionné avec l'équipe des Lions pour la tournée en juin 2005 en Nouvelle-Zélande. Il s'agit de sa troisième tournée avec les Lions après celles de 1997 en Afrique du Sud et 2001 en Australie. Il dispute trois rencontres dont le premier test match le 25 juin 2005 perdu 21 à 3 contre les Néo-Zélandais. À 36 ans, il devient le joueur le plus âgé à disputer une rencontre internationale avec les Lions. Il ne participe pas aux deux autres test matchs, il s'agit donc de sa dernière rencontre internationale. Il dispute le dernier match de sa carrière de joueur lors la rencontre contre la province de Manawatu le 28 juin et marque un essai, son dernier, pour une victoire écrasante des Lions sur le score de 109 à 6.

### Reconversion comme entraîneur
Dès la saison 2003-2004, Back a des responsabilités dans l'encadrement des Leicester Tigers tout en continuant de jouer. Après sa retraite en 2005, il prend des fonctions de technicien spécialisé dans la défense pour l'équipe première et assure aussi des séances d'entraînement pour les juniors à l'académie du club,. Il souhaite diriger une équipe, et, en juin 2008 il répond favorablement aux sollicitations de Leeds Carnegie après que Heyneke Meyer lui a été préféré pour entraîner les Tigers,. Il signe un contrat de trois ans avec Leeds qui vient d'être relégué en deuxième division. L'objectif est la remontée et le maintien dans l'élite car le club fait l'ascenseur entre les deux divisions depuis 2005. La première partie du contrat est remplie puisque le club du Yorkshire remporte le championnat de deuxième division 2008-2009 avec vingt-huit victoires pour deux défaites et réintègre le plus haut niveau en 2009-2010. Le début de saison dans l'élite est difficile. Fin octobre, le club entraîné par Neil Back occupe la dernière place du classement avec un bilan de cinq défaites et un match nul. Le 31 octobre 2009, Leeds remporte sa première victoire en s'imposant chez les London Wasps à force de courage et de combat. Le 7 mars 2010, le club enregistre sa troisième victoire consécutive et quitte la dernière place synonyme de relégation. Les joueurs de Leeds l'emportent 23-13 au Madejski Stadium des London Irish, améliorant sensiblement leur classement et leurs chances de maintien. Et lors de l'avant-dernière journée, ils s'imposent 12-10 contre Worcester assurant leur place en Premiership. Back laisse entendre que maintenir Leeds en première division surpasse la victoire en Coupe du monde dans les réussites de son parcours.
Le début de saison 2010-2011 est aussi difficile que l'année précédente. Fin novembre, le club entraîné par Neil Back occupe la dernière place du classement avec un bilan de neuf défaites en championnat,. Le 9 avril 2011, le club enregistre une quatrième victoire et quitte la dernière place synonyme de relégation en s'imposant à Newcastle 29-30. Mais le club termine finalement la saison à la dernière place à la suite de quoi Neil Back annonce le 10 mai 2011 qu'il quitte ses fonctions. Deux mois après son départ de Leeds, il s'engage pour entraîner pendant trois ans avec l'équipe des Rugby Lions qui évolue en National League 3 Midlands, la cinquième division du rugby anglais. Début juillet 2012, il quitte le club du Warwickshire et rejoint la franchise écossaise d'Édimbourg où il s'engage pour deux saisons en tant qu'entraîneur des avants.

## Palmarès

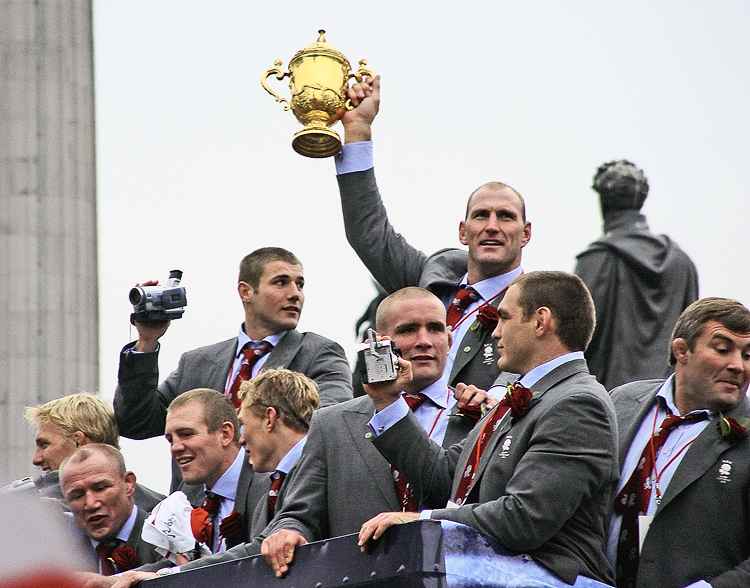
Triomphe pour les Anglais champions du monde en 2003. Neil Back apparaît en bas à gauche.

Pendant sa carrière de rugbyman professionnel, Neil Back s'est construit un des plus beaux palmarès du rugby anglais tant en club qu'en équipe nationale, le titre de champion du monde 2003 restant l'exploit le plus retentissant de sa carrière.

### En club
En quinze saisons passées avec les Leicester Tigers, Neil Back remporte au moins une fois toutes les compétitions auxquelles il participe avec le club anglais. Il gagne la Coupe d'Europe à deux reprises en 2001 et 2002 et perd une finale en 1997 pour un total de huit participations à la compétition européenne. Sur le plan national, il remporte le championnat d'Angleterre à cinq reprises dont quatre fois consécutives : 1995, 1999, 2000, 2001 et 2002. Il termine trois fois vice-champion d'Angleterre en 1994, 1996 et 2005. Il conquiert également par deux fois la Coupe d'Angleterre en 1993 et 1997 contre deux finales perdues en 1994 et 1996.
Au cours de sa carrière d'entraîneur débutée en 2008, il remporte le titre de champion de seconde division en 2009 avec Leeds.

### En équipe nationale
Neil Back participe à trois Coupes du monde, avec un titre de champion du monde 2003, une quatrième place en 1995 et une place de quart de finaliste en 1999. Il remporte également trois Tournois en 2000, 2001 et 2003, réalisant le Grand Chelem en 2003.

#### Coupe du monde
| Édition             | Rang               | Résultats Angleterre | Résultats N. Back | Matchs N. Back |
| ------------------- | ------------------ | -------------------- | ----------------- | -------------- |
| Afrique du Sud 1995 | Quatrième place    | 4 v, 0 n, 2 d        | 3 v, 0 n, 0 d     | 3/6            |
| Royaume-Uni 1999    | Quart de finaliste | 3 v, 0 n, 2 d        | 2 v, 0 n, 2 d     | 4/5            |
| Australie 2003      | Champion du monde  | 7 v, 0 n, 0 d        | 6 v, 0 n, 0 d     | 6/7            |

Légende : v = victoire ; n = match nul ; d = défaite.

#### Tournoi
| Édition                       | Rang | Résultats Angleterre | Résultats N. Back | Matchs N. Back |
| ----------------------------- | ---- | -------------------- | ----------------- | -------------- |
| Tournoi des Cinq Nations 1994 | 2    | 3 v, 0 n, 1 d        | 1 v, 0 n, 1 d     | 2/4            |
| Tournoi des Cinq Nations 1998 | 2    | 3 v, 0 n, 1 d        | 3 v, 0 n, 1 d     | 4/4            |
| Tournoi des Cinq Nations 1999 | 2    | 3 v, 0 n, 1 d        | 3 v, 0 n, 1 d     | 4/4            |
| Tournoi des Six Nations 2000  | 1    | 4 v, 0 n, 1 d        | 4 v, 0 n, 1 d     | 5/5            |
| Tournoi des Six Nations 2001  | 1    | 4 v, 0 n, 1 d        | 4 v, 0 n, 1 d     | 5/5            |
| Tournoi des Six Nations 2002  | 2    | 4 v, 0 n, 1 d        | 4 v, 0 n, 1 d     | 5/5            |
| Tournoi des Six Nations 2003  | 1    | 5 v, 0 n, 0 d        | 4 v, 0 n, 0 d     | 4/5            |

Légende : v = victoire ; n = match nul ; d = défaite ; la ligne est en gras quand il y a Grand Chelem.

## Statistiques

### En club
Neil Back effectue l'essentiel de sa carrière avec les Leicester Tigers qu'il rejoint après deux années passées à Nottingham où il dispute 38 rencontres et marque huit essais (40 points). Lors des quinze saisons passées avec les Tigers, il dispute 338 matchs toutes compétitions confondues et inscrit 125 essais (625 points). En particulier, il joue 49 matchs en Coupe d'Europe au cours desquels il marque seize essais. Il évolue toujours au plus haut niveau du championnat national avec le club du Leicestershire avec un statut de titulaire alors que celui-ci est composé de très nombreux internationaux.

### En équipe nationale
En neuf années, Neil Back dispute 66 matchs avec l'équipe d'Angleterre au cours desquels il marque seize essais et un drop (83 points). Il participe notamment à sept Tournois des Cinq/Six Nations et à trois Coupes du monde (1995, 1999 et 2003) pour un total de treize rencontres disputées en trois participations,. Il est capitaine du XV de la rose à quatre reprises.

### Avec les Lions britanniques
Neil Back participe à trois tournées avec l'équipe des Lions britanniques et irlandais, en 1997, 2001 et 2005 durant lesquelles il dispute seize rencontres et marque cinq essais (25 points). En particulier, il dispute cinq test matchs au cours desquels il marque un essai : deux contre l'Afrique du Sud en 1997, deux contre l'Australie en 2001 et un contre la Nouvelle-Zélande en 2005.

### En tant qu'entraîneur
Depuis son arrivée à la tête du club de Leeds Carnegie au cours de l'été 2008 jusqu'à sa démission en mai 2011, Neil Back dirige l'équipe première sur un total de 99 rencontres pour un bilan de 52 victoires, un match nul et 46 défaites.

## En dehors des terrains
Neil Back vit avec sa femme Alison. Ils ont une fille, Olivia, née pendant la Coupe du monde 1999, un garçon Finley, qui a trois ans de moins. Après la victoire en finale de Coupe du monde 2003, il prend part aux festivités sur le terrain avec sa fille de quatre ans sur les épaules. En 2002, Back publie son autobiographie intitulée Size Doesn't Matter : My Rugby Life qui sort dans les librairies britanniques le 1er juin. Il anime également une chronique sur Yahoo! depuis 2009,.
Il possède aussi, en partenariat avec l'ancien footballeur Steve Walsh, une entreprise spécialisée dans l'événementiel.

## Style et honneurs

### Style

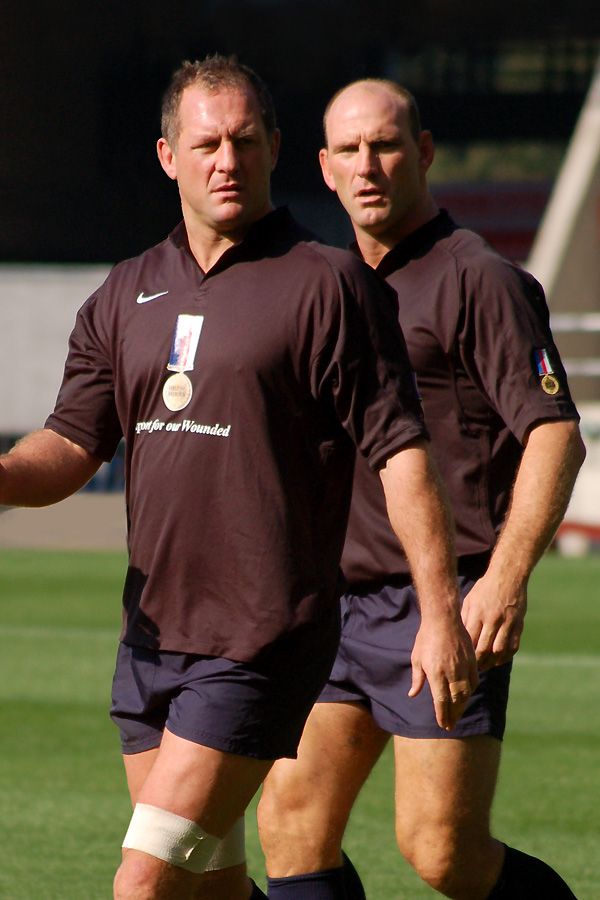
Richard Hill et Lawrence Dallaglio, partenaires privilégiés de Neil Back en équipe nationale, sont les deux autres membres de la Holy Trinity.

Mesurant 1,78 m, il est de gabarit plutôt petit par rapport à la moyenne des joueurs de troisième ligne et des avants en général. Au début de sa carrière, sa petite taille est un handicap pour intégrer la sélection nationale car Geoff Cooke puis Jack Rowell, les sélectionneurs en place à l'époque, considèrent que les joueurs de petite taille ne peuvent pas être aussi efficaces sur la scène internationale que les grands gabarits,. Mais Ian McGeechan ne l'entend pas de la même manière et fait appel à lui pour la Tournées des Lions en 1997 malgré sa non titularisation en équipe d'Angleterre. Back se révèle alors être un joueur très performant et cette participation à la tournée en Afrique du Sud est l'élément déclencheur de sa grande carrière en équipe nationale. Il compense sa taille par sa force de travail, ses qualités de vitesse et de mobilité et sa capacité à récupérer les ballons au sol dans les mêlées ouvertes. En effet, le rôle du troisième ligne côté ouvert lui impose d'être le premier soutien aux trois-quarts en attaque mais aussi le premier à défendre sur le demi d'ouverture adverse. Grâce à sa rapidité et sa vivacité, Back marque 154 essais au cours de sa carrière, ce qui constitue un nombre très élevé pour un troisième ligne,. Il est notamment le cinquième meilleur marqueur d'essais du championnat d'Angleterre depuis sa création avec 59 réalisations et termine notamment premier au classement des réalisateurs lors de la saison 1998-1999 avec seize essais.
Dès 1997, le natif de Coventry est associé en équipe d'Angleterre à Richard Hill et Lawrence Dallaglio en troisième ligne. Ils jouent 41 matchs ensemble du 22 novembre 1997 à Manchester contre les All Blacks au 22 novembre 2003 à Sydney contre les Wallabies. Cette troisième ligne est considérée comme l'une des toutes meilleures de l'histoire du rugby à XV à l'image de la troisième ligne des champions du monde 1987 néo-zélandais Alan Whetton, Buck Shelford et Michael Jones ou de la troisième ligne française du milieu des années 1970 composée de Jean-Claude Skrela, Jean-Pierre Bastiat et Jean-Pierre Rives. Les médias anglais lui donnent d'ailleurs le surnom de Holy Trinity - la sainte trinité,.

### Reconnaissance et récompenses
Avec une carrière en club et en sélection brillante, Back a reçu de nombreuses récompenses individuelles et marques de reconnaissance. En 1998, il est désigné « joueur de l'année » par la Rugby Football Union, fédération anglaise, et en 1999, il est le premier lauréat du PRA player of the year award attribué par la Professional Rugby Players Association, le syndicat anglais des joueurs professionnels de rugby à XV. Il est nommé membre de l'Empire britannique en 2004 pour avoir gagné la Coupe du monde avec l'équipe d'Angleterre,. Dans le cadre des célébrations du centenaire du stade de Twickenham, il est intégré au Twickenham Wall of Fame, récompensant les cent meilleurs joueurs ayant marqué de leur empreinte l'histoire du stade, à l'occasion du test match entre l'Angleterre et les Samoa du 26 novembre 2005,. Il est l'un des cinq champions du monde anglais à figurer dans cette liste en compagnie de Martin Johnson, Richard Hill, Lawrence Dallaglio et Jason Robinson.